# Politique au Kosovo
La politique du Kosovo, un territoire disputé reconnu par 93 des 193 pays membres de l'Organisation des Nations unies (ONU) en tant que de facto état indépendant, situé de jure au sein de la Serbie, prend la forme d'une République démocratique parlementaire. Le Président (Presidenti) est le Chef d'État et le Premier ministre (Kryeministri) le Chef du gouvernement. Les élections parlementaires ont lieu tous les quatre ans, la plus récente a eu lieu en 2021.
Le pouvoir exécutif est exercé par le gouvernement (Qeveria), présidée par le Premier ministre. Le pouvoir législatif est détenu par le gouvernement et le parlement (Kuvendi). Le pouvoir judiciaire est indépendant du pouvoir exécutif et législatif.
Cinq mois après sa sécession de la Serbie, le Kosovo a commencé à distribuer ses premiers passeports nationaux. Le document est bleu foncé et porte sur sa couverture l'inscription "République du Kosovo" en albanais (langue de 90 % de la population), en serbe et en anglais.

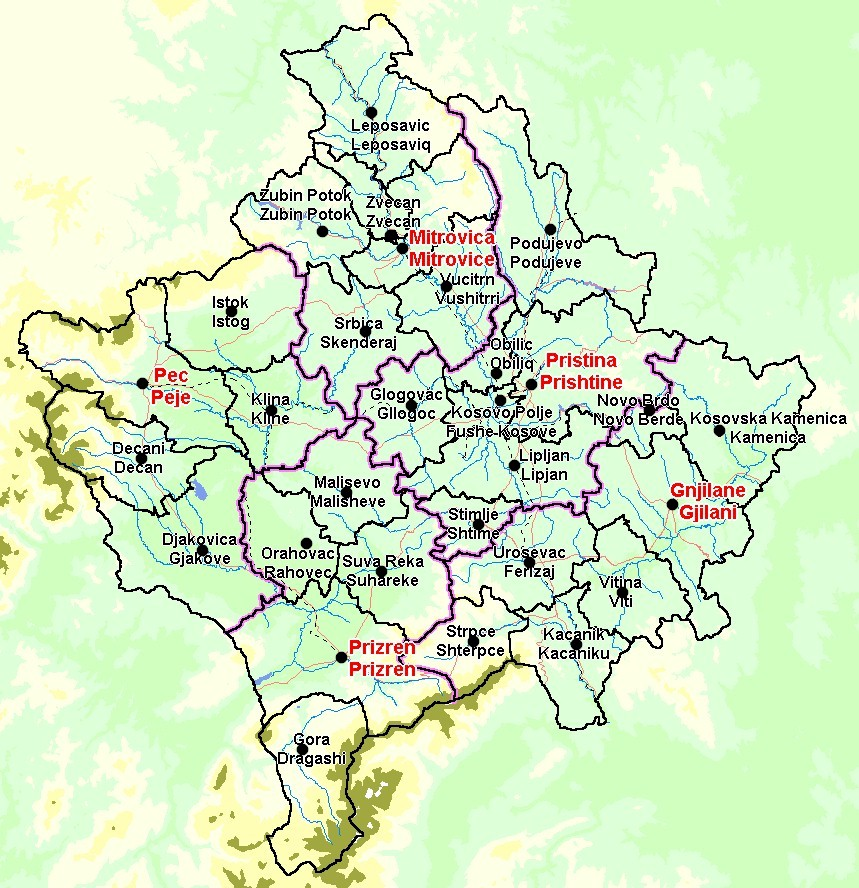
Principales villes et divisions administratives du Kosovo

## Pouvoir exécutif
Le président de la république du Kosovo est le Chef d'État de la république du Kosovo, il est élu par l'assemblée du Kosovo et propose le Premier ministre devant elle.
Le Premier ministre du Kosovo est le chef du gouvernement du Kosovo et le principal détenteur du pouvoir exécutif de la république du Kosovo.

## Pouvoir  législatif
L'Assemblée de la république du Kosovo a 120 membres :
- 100 membres élus au suffrage universel direct ;
- 20 membres élus par les minorités.

L'assemblée élit le président de la République et investit le Premier ministre.

## Partis politiques représentés à l'Assemblée
Les informations qui suivent sont à jour du 11 novembre 2021.
| Parti | Parti                                      | Sièges |
| ----- | ------------------------------------------ | ------ |
|       | Autodétermination                          | 54     |
|       | Parti démocratique du Kosovo               | 18     |
|       | Ligue démocratique du Kosovo               | 14     |
|       | Liste Serbe                                | 10     |
|       | Alliance pour l'avenir du Kosovo           | 7      |
|       | Guxo                                       | 4      |
|       | Parti démocratique turc du Kosovo          | 2      |
|       | Initiative rom                             | 2      |
|       | Alliance pour un nouveau Kosovo            | 1      |
|       | Communauté unie - Adrijana Hodzic          | 1      |
|       | Alternative                                | 1      |
|       | Nouveau parti démocratique                 | 1      |
|       | Union sociale démocratique                 | 1      |
|       | Nouvelle initiative démocratique du Kosovo | 1      |
|       | Parti unifié des Gorans                    | 1      |
|       | Parti Ashkali pour l’intégration           | 1      |
|       | Sans étiquette                             | 1      |

## Pouvoir  judiciaire
Au Kosovo, le pouvoir judiciaire est indépendant du pouvoir exécutif.